# Virgin-nafta
La virgin-nafta è un prodotto della raffinazione del petrolio, costituita da una miscela di paraffine (idrocarburi saturi) a basso peso molecolare, con una bassa concentrazione di composti aromatici. Lo zolfo organico è assente o presente in tracce.
Si forma nella torre di raffinazione ad una temperatura approssimativamente intorno a 0÷150 °C nel caso di "virgin nafte leggere" (LVN) 150÷200 °C nel caso di "virgin nafte pesanti" (HVN). Insieme alla benzina e al cherosene costituisce la frazione liquida del petrolio più leggera.
Viene utilizzata come combustibile o per ottenere carburanti per motori Diesel (gasolio). Viene inoltre utilizzata in ambito petrolchimico come materia prima per la produzione di etilene e propilene.

## Esempi
La tabella seguente riporta le temperature di distillazione e le composizioni tipiche di alcune tipologie di virgin nafta pesanti.
| Nome greggio {\displaystyle \Rightarrow } Zona {\displaystyle \Rightarrow } | Barrow Island Australia | Mutineer-Exeter Australia | CPC Blend Kazakistan | Draugen Mare del Nord |
| --------------------------------------------------------------------------- | ----------------------- | ------------------------- | -------------------- | --------------------- |
| Teb inferiore, °C                                                           | 149                     | 140                       | 149                  | 150                   |
| Teb superiore, °C                                                           | 204                     | 190                       | 204                  | 180                   |
| Paraffine, % in volume nel liquido                                          | 46                      | 62                        | 57                   | 38                    |
| Nafteni, % in volume nel liquido                                            | 42                      | 32                        | 27                   | 45                    |
| Aromatici, % in volume nel liquido                                          | 12                      | 6                         | 16                   | 17                    |